# Гетера
Гете́ра (от греч. ἑταίρα — подруга, спутница, иная, отличная) — в Древней Греции женщина, ведущая свободный, независимый образ жизни, публичная женщина высшего уровня.

## Общие сведения
Первоначально гетерами состояли рабыни, позже также и свободные женщины. Известные гетеры были, как правило, хорошо образованны. Первоначально термин относился к древнегреческому социальному явлению, а позже в переносном смысле распространился на другие культуры. В Древней Элладе термин применяли к образованной незамужней женщине, ведущей свободный и независимый образ жизни. Некоторые из них играли значительную роль в общественной жизни. В своих домах гетеры устраивали встречи многим выдающимся древнегреческим политическим деятелям, поэтам, скульпторам и т. д. Как правило, гетера находилась на содержании у богатого покровителя. За их благосклонность платили большие деньги. Сохранились каменные плиты, на которых мужчины высекали цену, предлагаемую той или иной гетере. Институт гетер не был классической проституцией, так как гетеры жили половой жизнью только с теми покровителями, которых любили. Параллельно с гетерами существовали и проститутки. Древнегреческий оратор и политический деятель Демосфен говорил, что уважающий себя эллин имеет трёх жен: супругу — для продолжения рода, рабыню — для чувственных утех и гетеру — для душевного комфорта. Гетера могла выходить замуж. Так, знаменитая гетера Аспасия, известная умом, образованностью и красотой, стала супругой известного военачальника Перикла. Гетеру, как правило, воспитывала хозяйка из своей рабыни: она обучала её и отпускала на волю или отдавала достойному покровителю.

## Древнегреческие гетеры
В VII—IV веках до нашей эры в Греции существовали женщины, по функциям во многом подобные гейшам Японии, но при этом ещё и способные снимать сексуальное напряжение мужчины. Гетеры были женщинами выдающегося образования и способностей, достойными подругами величайших умов и деятелей искусства того времени. Социальный статус гетер был достаточно высок. Так, Ф. Энгельс указывал: «Спартанские женщины и лучшая часть афинских гетер были в Греции единственными женщинами, о которых древние говорят с уважением и высказывания которых они признают заслуживающими упоминания».
Гетеры развлекали, утешали и образовывали мужчин. Гетеры не обязательно торговали телом, а скорее щедро обогащали знаниями. Хотя Лукиан Самосатский, известный писатель древности, пошло осмеивал многие древние обычаи и выставлял гетер как вульгарных блудниц, гетера могла отказаться от близости с мужчиной, если он ей не нравился.
В Афинах существовала специальная доска — Керамик (по некоторым сведениям, стена с предложениями), где мужчины писали гетерам предложения о свидании. Если гетера была согласна, то она под предложением подписывала час свидания.

### Знаменитые гетеры Древней Греции
- Археанасса — подруга философа Платона;
- Аспасия — на которой, несмотря на её профессию, женился глава Афин Перикл;
- Белистиха — гетера фараона Птолемея II, которой в Египте воздавались божественные почести;
- Вакхида — верная любовница оратора Гиперида, была известна своим бескорыстием и добротой;
- Герпилида — любовница философа Аристотеля и мать его сына;
- Гликерия — сожительница комедиографа Менандра;
- Гнатена — отличалась умом и красноречием, долго была тиранической любовницей поэта Дифила;
- Кампаспа (Филлида) — связанная с Александром Македонским;
- Клеонисса — написала несколько (не дошедших, впрочем, до нас) работ по философии;
- Лагиска — возлюбленная ритора Исократа и оратора Демосфена;
- Лаиса Коринфская (Lais of Corinth) — объект страсти философа Аристиппа;
- Лаиса из Гиккар (Сицилийская) — предполагаемая натурщица художника Апеллеса, убитая в храме Афродиты;
- Ламия Афинская — ставшая любовницей Деметрия Полиоркета в 306 до н. э., развлекавшая его также игрой на флейте;
- Летала — любовница Ламалиона;
- Леэна (Leaina) — откусила себе язык, чтобы не выдать заговор Гармодия и Аристогитона, за это ей была воздвигнута статуя;
- Мания — её называли пчёлкой за необыкновенно тонкую талию;
- Менатеира — подруга оратора Лисия;
- Мильто — которую называли восточной Аспазией, родилась в Фокиде и отличалась в такой же мере красотой, как и скромностью;
- Неэра (Neaira) — против которой выступал в суде Демосфен, его речь — важный источник сведений о сексуальной жизни в античной Греции;
- Никарета — основательница знаменитой школы гетер в Коринфе;
- Пигарета — была любовницей знаменитого философа Стильпона из Мегары. Сама отличный математик, она питала особую склонность ко всем занимающимся этой наукой;
- Питиониса — знаменита царской роскошью, которой окружил её Гарпал, представитель Александра в Вавилоне;
- Сапфо — поэтесса, окончила школу гетер, но по профессии не работала;
- Таис Афинская — возлюбленная Александра Македонского и супруга фараона Птолемея I Сотера;
- Таргелия — отказалась предать свою родину персидскому царю Ксерксу I. Она была любовницей чуть ли не всех греческих полководцев и, как пишет Плутарх, стала благодаря своему уму и красоте царицей Фессалии;
- Теодетта (Тимандра?)— нежно любила блестящего афинского полководца Алкивиада и благоговейно воздала ему погребальные почести;
- Филлида — древнегреческая гетера, известная своим знакомством с Александром Македонским и Аристотелем;
- Фрина — натурщица скульптора Праксителя, позировавшая для статуи Афродиты. Из-за особой профессии модели скульптор был вызван в суд по вопросу предполагаемого оскорбления божества. Пракситель сдёрнул с Фрины покрывало, и суд, увидев божественную красоту её тела, снял обвинение;
- Элефантида — автор руководств эротического свойства.

### Гетеры Древнего Рима
- Лесбия — у Катулла (профессиональная принадлежность предполагается);
- Кинтия (Кинфия, Синтия) — у Проперция.

### Гетеры Византии
- Императрица Феодора (предположительно, не доказано).

## Отличие от проституции
От проституток гетер отличает высокая образованность — они не столько оказывали сексуальные услуги (причём по своему выбору), сколько развлекали беседой, песней или танцем окружающих, выполняя примерно те же функции, которые в японской культуре возложены на ойран.

## Другие культуры
Слово «гетера» также часто используют в описании храмовой проституции, например в Древней Индии.
В Древней Индии гетеры, которые в силу возраста уже не могли исполнять свои функции, работали в царских прядильнях (Артхашастра ІІ.23).
В Древнем Шумере гетеры были посвящены богине Иштар. Важную роль в Эпосе о Гильгамеше играет храмовая проститутка Шамхат.